# Franz Isidor Carlone

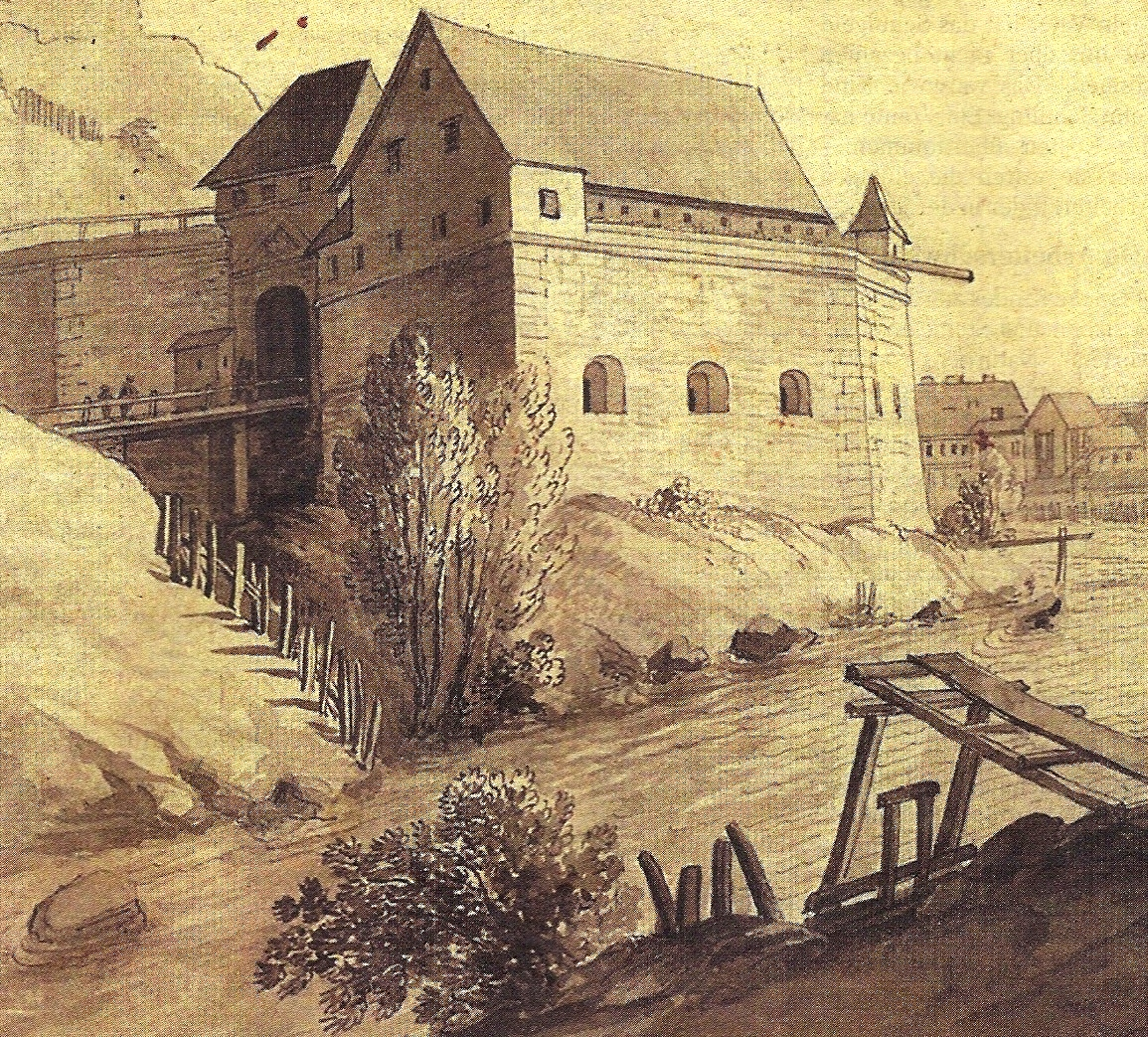
Drittes Sacktor Graz, um 1801 – wohnhaft im dritten Sack

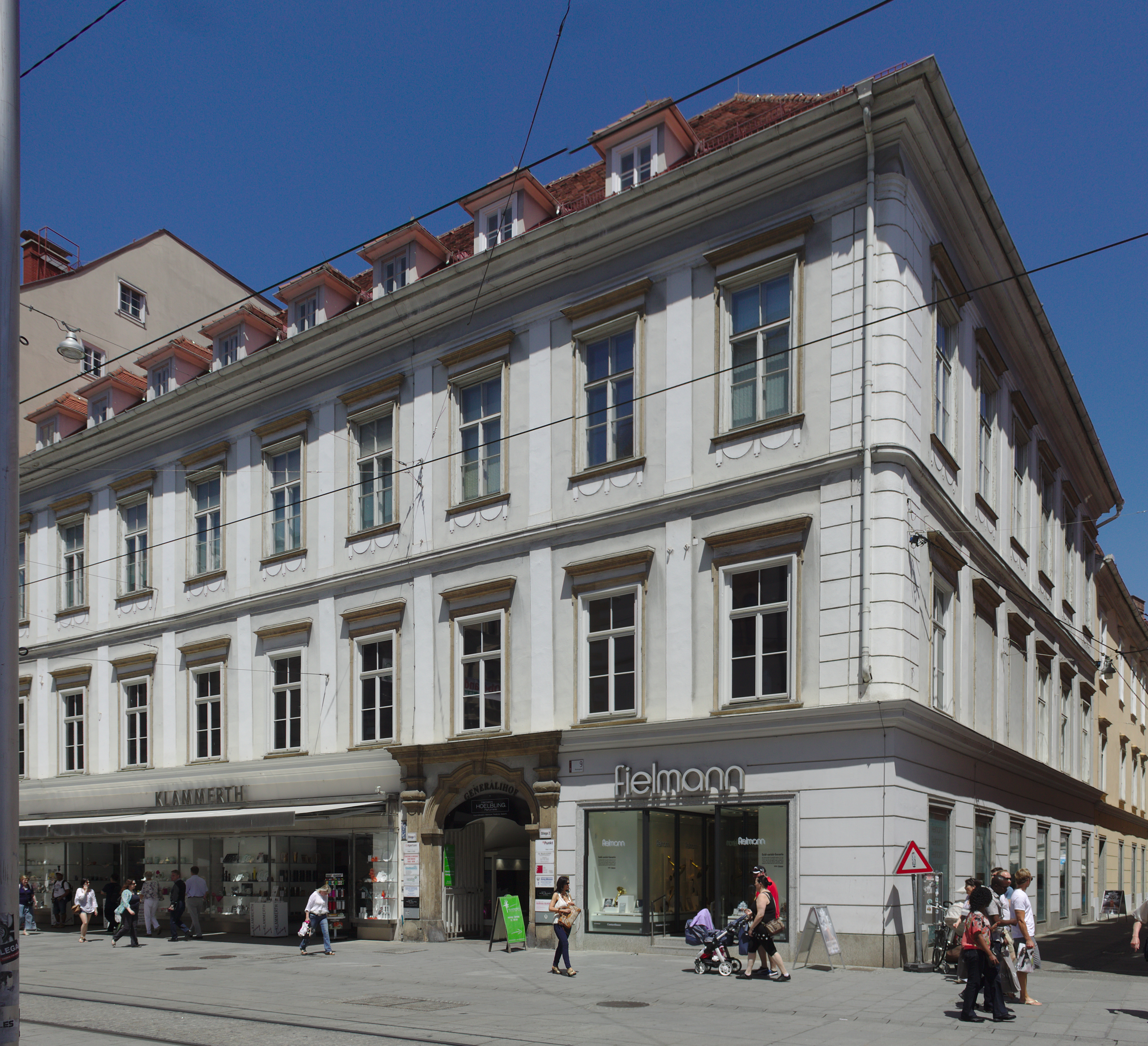
Graz Palais Breuner 1668 Um- und Neubauten

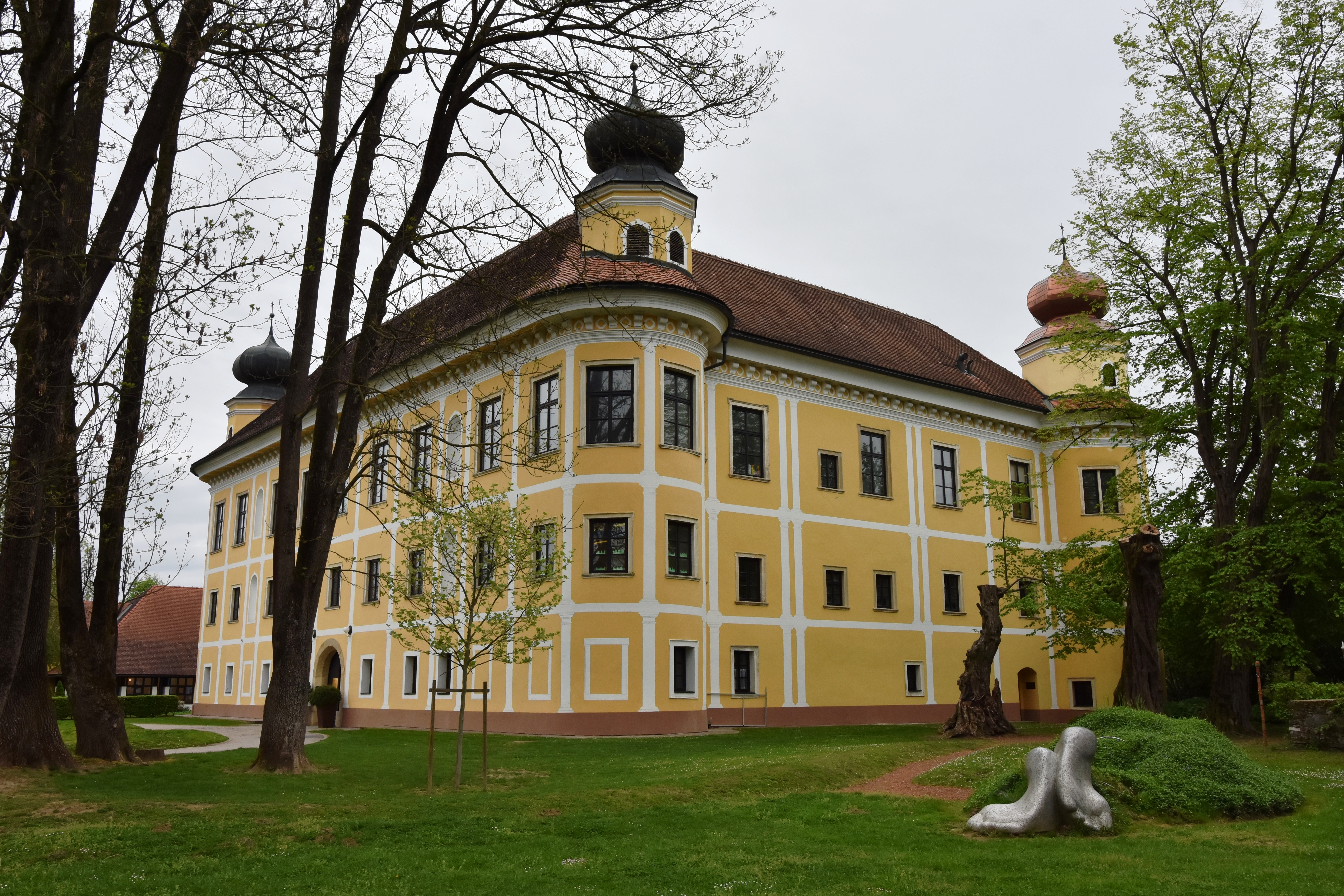
Schloss Gleinstätten nach Brand 1666 Neubau

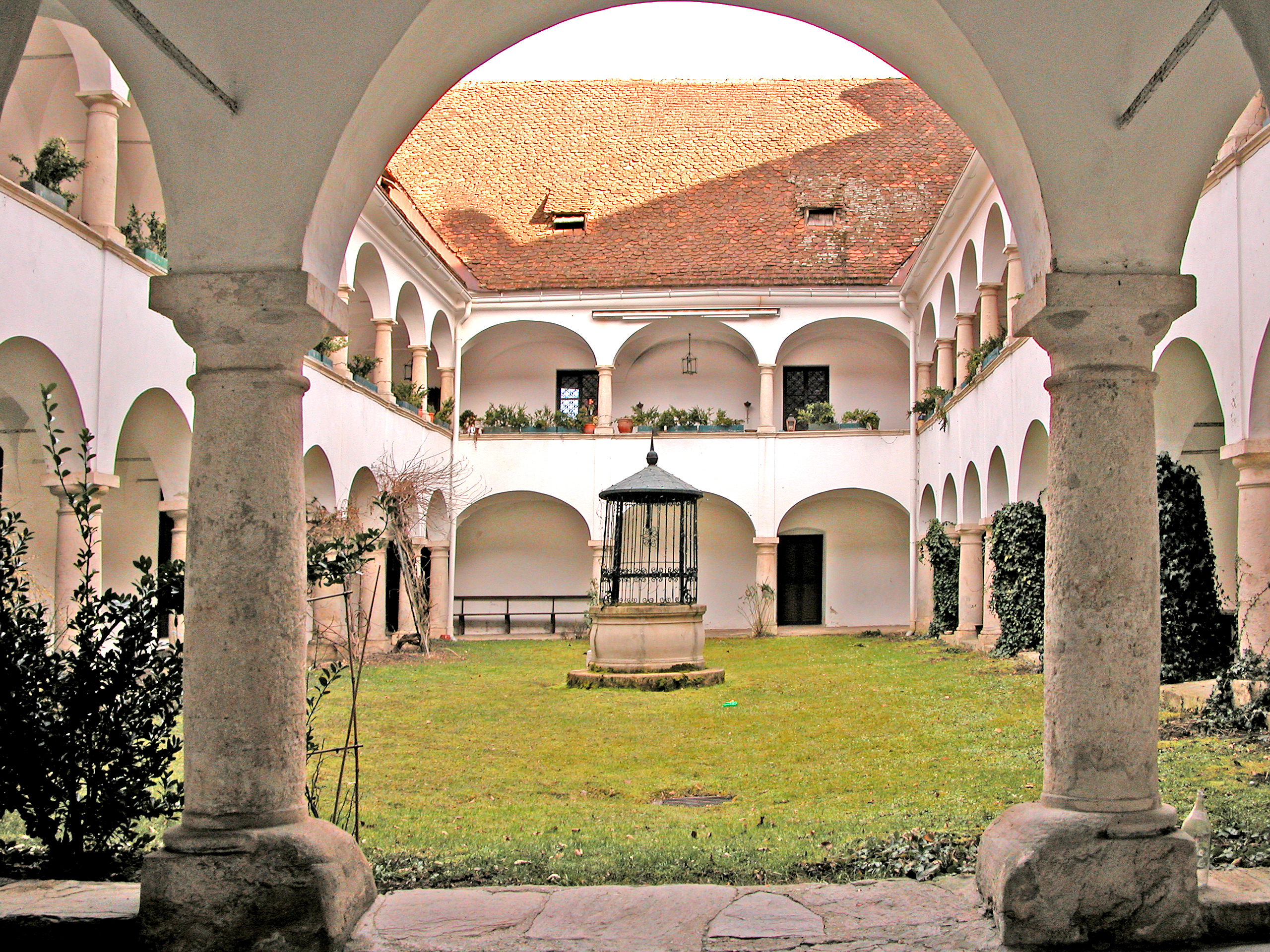
Schloss Waldschach 1668 Errichtung

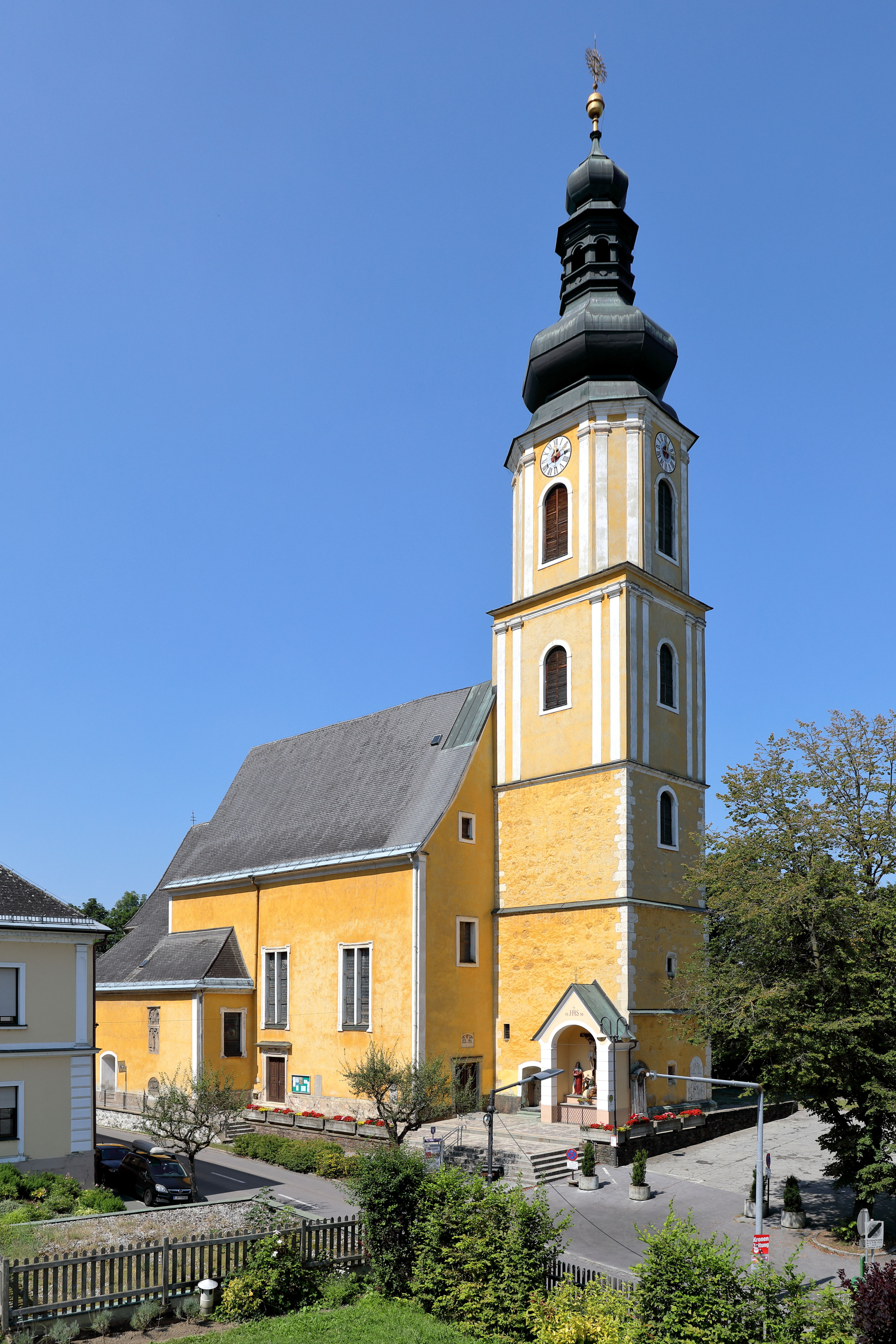
Kirche Wildon 1672–1676 Um- und Neubauten

Franz Isidor Carlone (* 4. April 1619 in Graz; † 28. Oktober 1684 ebendort) war ein Mitglied der italienisch-schweizerischen Künstlerfamilie Carlone, ein österreichischer Architekt und landschaftlicher Maurermeister.

## Leben

### Familie und Ausbildung
Franz Isidor Carlone war ein Sohn des Maurermeisters Archangelo Carlone und dessen Frau Ortensia. Er hatte unter anderem die Brüder Franz (* 1. Oktober 1613), Stadtmeister in Graz, und Joseph (* 23. Mai 1628), Steinhauermeister.
Isidor heiratete Catharina Eva Färy von Wundschuh bei Leibnitz, ihr gemeinsamer Sohn war Johann Joachim Carlone.
Ab 1659 waren sie Taufpaten für die Kinder des Stuckateurs Alexander Serenio und Frau Salome.

### Wohnort
Sie wohnten im Carlone-Haus im „Letzten Sack“, auch Haus im dritten Sack, oder Carlonsches Haus bei der Bastei bezeichnet. Im 18. Jahrhundert war es Nr. 202 im Dritten Sack, die heutige Adresse Sackstraße Nr. 61, das Haus wurde 1895 abgerissen.

### Grazer Maurer- und Steinmetzzunft
Im 17. Jahrhundert bestimmten vor allem Italiener das Baugeschehen im Land, 17 Meister der Familie Carlone sind bekannt, 1638 befand sich unter den 12 Vorstehern der Grazer Maurer- und Steinmetzzunft ein Nichtitaliener.
Isidor lernte das Maurerhandwerk beim Vater. Nach einigen Versuchen wurde dem Maurergesellen „Francischgo Carlon“ am 1. Jänner 1646 das Ansuchen um die Meisterschaft bewilligt. Als Prüfungskommission wurden die Meister Peter Vasall, Candid Juliani und der Steinmetz Carolo Gianolo bestimmt, er legt sein Modell vor, es wurde für gerecht und gut befunden.
Die Familie Carlone, auch der Vater und später er selbst, arbeiteten für den Grazer Hof oft mit kleineren Aufgaben, sie waren selten alleine für einen Bau verantwortlich. Franz Isidors Ernennung zum Hofbaupolier erfolgte 1663.
Das Besondere an den Grazer Carlones war ihre Eingesessenheit in der Steiermark, die sie wiederholt betonten.

### Landschaftlicher Maurermeister – Stadtmaurer
Die steirischen Stände bestellten 1666 Franz Isidor Carlone († 1684) zum „Landschaftlichen Maurermeister“, der für ihre Bauten verantwortlich war. Auch das Amt des „Stadtmaurers“ hatte er inne. Die Verordneten wählten als seinen Nachfolger den Baumeister Domenico Orsolino. Im November 1700 kamen diese wichtigen Funktionen wieder zur Familie Carlone, an Meister Joachim Carlone.

## Werke

### Graz
- Palais Breuner: Hofkammerpräsident Carl Gottfried von Breuner wurde 1666 geadelt und ließ das Palais Breuner vom Baumeister Franz Isidor Carlone umbauen.
- Mariahilferkirche: Bei der Minoritenklosterkirche (Mariahilferkirche) sind 1681/1682 Bauarbeiten von Isidor Carlone belegt.[6]

### Steiermark
- Alte Pfarrkirche auf dem Weizberg bei Weiz: Die Pfarrkirche auf dem Weizberg bei Weiz war eine Staffelkirche mit erhöhtem Mittelschiff,[7] und durch niedrige Seitenschiffe sehr dunkel. Dies konnte Baumeister Franz Isidor Carlone 1663 auch durch den Einbau von sechs Oratorien nicht beheben. 1755 erfolgte der Neubau der Pfarrkirche nach einem Grundriss des Grazer Architekten Joseph Hueber.[8][9]
- Schloss Gleinstätten: Das Schloss Gleinstätten im Bezirk Leibnitz mit vier Ecktürmen wurde nach dem Brand von 1666 durch Franz Isidor Carlone neu erbaut. Ein Arkadenhof im Inneren der Anlage.[10]
- Schloss Waldschach im Bezirk Leibnitz: Seit 1636 waren die Grafen Breuner Besitzer von zwei Gutshöfen in Waldschach[11], sie ließen den oberen von Hofbaumeister Franz Isidor Carlone (urkundlich dokumentiert 1668) zur (heutigen) Schlossanlage ausbauen.[12]
- Pfarrkirche St. Magdalena (Wildon): Für die Pfarrkirche St. Magdalena in Wildon wurden das jetzige Kirchenschiff und der Altarraum 1672 bis 1676 von Franz Isidor Carlone, Maurermeister in Graz, im Barockstil erbaut und 1676 vom Fürstbischof Wenzelslaus Graf von Hofkirchen konsekriert. Der Hochaltar wurde 1776 vom Grazer Bildhauer Veit Königer hergestellt.
- Schloss Klingenstein in Vasoldsberg: Zuschreibung: Zu Schloss Klingenstein in Vasoldsberg im Bezirk Graz-Umgebung stellt Elisabeth Neumeister in ihrer Diplomarbeit die Frage nach dem Baumeister, hier zu Franz Isidor und/oder Sohn Joachim Carlone. Durch Architekturvergleiche, aber aufgrund fehlender Quellen sind das Annahmen.[13]

Der heimische Adel stand den welschen (italienischen) Künstlern lange ablehnend gegenüber. Franz Isidor Carlon galt als Deutscher, er erhielt die Grazer Hofmaurerstelle als „hiesiges Bürgerkind, das zeitlebens nie in Italien gewesen“. Erst 1682 wurde Joachim Carlone vom Adel für größere Projekte angestellt.